# Ludwig von Schorn
Johann Karl Ludwig von Schorn (født 10. juni 1793 i Castell, død 17. februar 1842 i Weimar) var en tysk kunsthistoriker. Han var farbror til Karl Schorn.
Schorn blev 1826 professor i kunst og æstetik i München, fik 1833 ledelsen af kunstsamlingen i Weimar, skrev Theorie der bildenden Künste (1835) og indlagde sig særlig fortjeneste ved en med udmærkede noter forsynet oversættelse af Vasari (fortsat af andre).